# Zatîșa, Bila Țerkva
Zatîșa (în ucraineană Затиша) este un sat în comuna Iosîpivka din raionul Bila Țerkva, regiunea Kiev, Ucraina.

## Demografie
Componența lingvistică a localității Zatîșa
     Ucraineană (100%)
Conform recensământului din 2001, toată populația localității Zatîșa era vorbitoare de ucraineană (100%).